# Томпсон, Тайра
Тайра Годфри Томсон (30 июля 1916 — 11 июня 2013) — американский политик, государственный секретарь штата Вайоминг с 1963 по 1987 годы. Представляла Республиканскую партию.

## История
Тайра Годфри Томсон родилась 30 июля 1916 года в семье Джона и Роуз Годфри во Флоренсе, штат Колорадо, и была единственной девочкой в семье из семи человек. Её отец, который был начальником шахты компании «Colorado Fuel and Iron Co.», погиб в результате взрыва мины, когда ей было три года. Когда Тайра была подростком, мать перевезла её вместе с младшим братом в Шайенн, штат Вайоминг, где она окончила среднюю школу. В 1939 году Тайра получила степень бакалавра с отличием в Университете Вайоминга, специализируясь на психологии, а также на социологии и управлении бизнесом. 6 августа 1939 г. Тайра вышла замуж за Эдвина Кейта Томсона из Ньюкасла, который работал над своей докторской диссертацией и руководил книжным магазином Университета Вайоминга. Тайра получила награду президента за военную работу дома в Шайенне, а Кейт стал самым молодым командиром пехотного батальона в войсках США во время Второй мировой войны. Кейт вернулся в Шайенн в 1945 году, и вместе с Тайрой стал активно участвовать в политике штата. В 1954 году Кейт был избран в Конгресс и перевез Тайру и их трех сыновей — Уильяма Джона, Брюса Годфри и Кита Коффи — в столицу страны. После трех сроков в Палате представителей США Кейт был избран в Сенат США в ноябре 1960 года и 9 декабря умер от сердечного приступа в возрасте 41 года.

## Политическая карьера

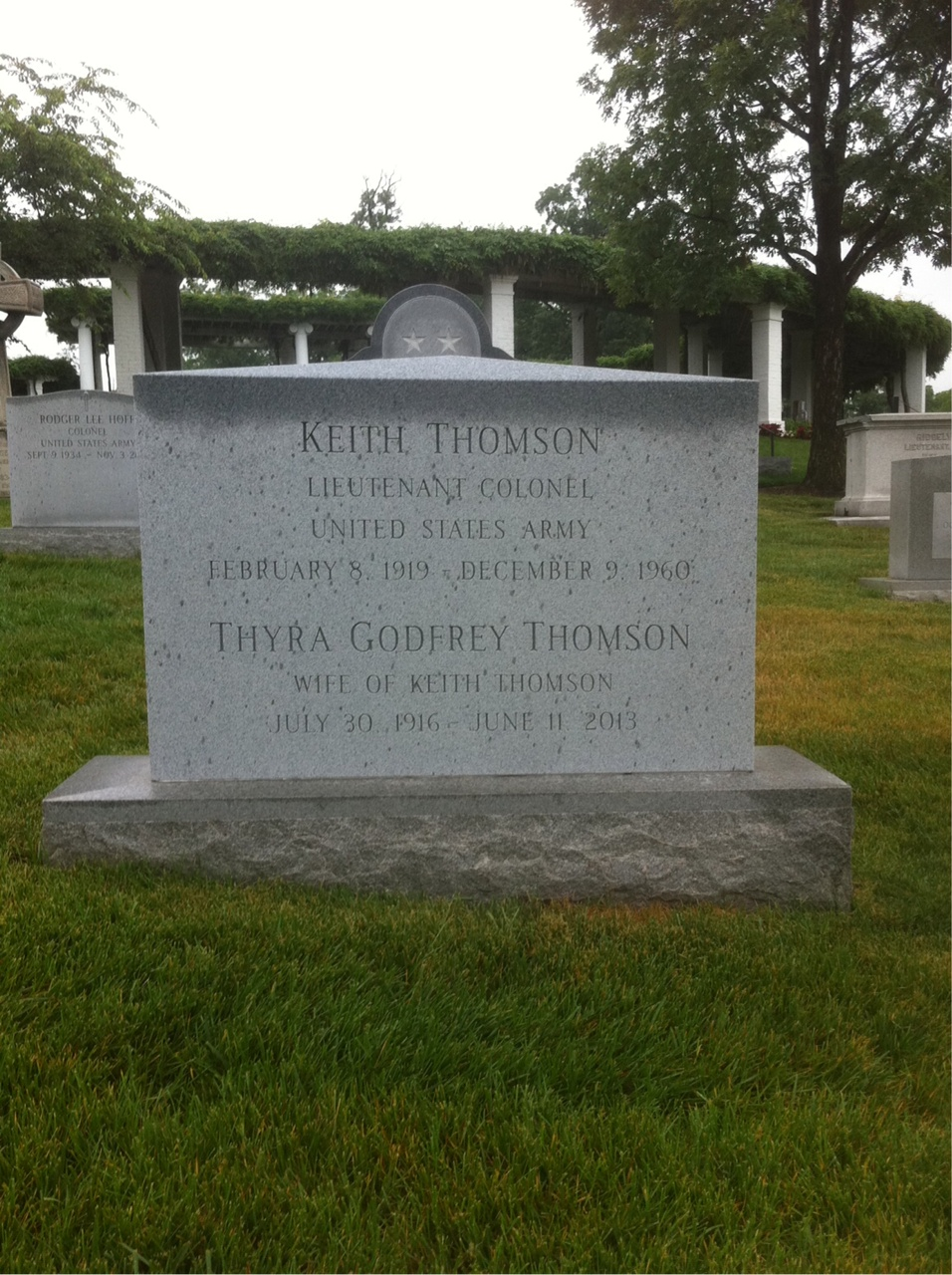
Место захоронения Тайры Томпсон

Тайра вернулась со своими сыновьями в Вайоминг и в 1962 году была избрана государственным секретарем штата Вайоминг, начав долгую и неординарную политическую карьеру. Она была первой женщиной, избранной на этот пост в Вайоминге. Хотя ей неоднократно предлагалось занять более высокий пост, Тайра решила остаться госсекретарем и по должности вице-губернатором, и успешно переизбралась на этот пост ещё шесть раз. Выйдя на пенсию в конце 1986 года, она осталась в истории Вайоминга как чиновник государственной палаты с наибольшим сроком службы (24 года). Поскольку в Вайоминге нет вице-губернатора, Томсон в качестве госсекретаря неоднократно исполняла обязанности губернатора в отсутствии руководителей республиканцев и демократов Клиффорда П. Хансена, Стэнли К. Хэтэуэя и Эда Хершлера.
И мужчины, и женщины хвалили Тайру за то, что она выступала за защиту граждан. В 1970-е годы Томсон возглавила движение по обеспечению равной оплаты труда женщин и признанию сопоставимой ценности женских рабочих мест. Она утверждала, что необходим иной подход к работе сферы дошкольного образования. Тайра стала известна тем, что регулировала продажу новых выпусков ценных бумаг так, что инвесторы Вайоминга имели справедливый баланс между риском и прибылью, и в результате в 1974 году она была избрана президентом североамериканских администраторов по ценным бумагам, охватывающим пятьдесят штатов и десять канадских провинций и Мексики. По просьбе федерального правительства Тайра стала членом Молодёжного комитета ЮНЕСКО и Объединённого профессионального совета здравоохранения, образования и социального обеспечения. Национальная конференция вице-губернаторов трижды избирала её вице-президентом.
На международном уровне Тайра участвовала в конференциях в Уилтон-парке в Англии, четыре года входила в состав Комитета по стипендиям им. Маршалла Великобритании, а в 1975 году была гостем в Федеративной Республики Германии в рамках Международного года женщин. В 1983 году она посетила Тайвань, продвигая продукцию Вайоминга на Торговом форуме США и Китайской Республики, и сыграла важную роль в покупке Китайской Республикой четверти всего урожая пшеницы в штате в 1984 году. В поисках дальнейшей внешней торговли Тайра посетила Саудовскую Аравию, Иорданию и Египет в качестве официального гостя. В 1985 году она привела 16 бизнесменов из Вайоминга на встречу с торговым представительством Саудовской Аравии в Лос-Анджелесе, которая оказалась плодотворной. В 1985 году она была делегатом Северной и Южной Американской конференции по ценным бумагам в Картахене, Колумбия. В 1986 году она была делегатом Международной конференции по ценным бумагам в Париже.
Тайра Томсон была вызвана для дачи показаний перед комитетами Конгресса, выступала по всей стране и в качестве гостя на телевидении. Её сочинения опубликованы в учебниках, газетах и журналах. Тайра была признана выдающейся выпускницей Университета Вайоминга, а также отмечена профессиональными и академическими обществами в области экономики, торговли и образования. Тайра была процитирована в «Матерях достижений в американской истории 1776—1976», как женщина, которая вырастила и воспитала трех сыновей.

## Смерть
После выхода Тайры на пенсию 5 января 1987 года многие газеты, в том числе «Los Angeles Times», опубликовали очерки о её карьере. Тайра посвятила себя сбору средств на добрые дела. Она также увлеклась гольфом. Тайра Томсон умерла в Шайенне 11 июня 2013 года в возрасте 96 лет.
После её смерти государственный секретарь Вайоминга Макс Максфилд выступил со следующим заявлением: «В связи с кончиной Тайры Томсон, Вайоминг потерял легендарного государственного служащего своего времени. Её вклад в дело её любимого штата неизмерим и значим в наследии. Она покидает всех нас. За свои исторические двадцать четыре года в качестве государственного секретаря Вайоминга она коснулась жизней граждан всего штата. Благодаря своей самоотверженной службе и государственной мудрости Тайра Томсон заняла заслуженное и знаковое место в истории Вайоминга».
Губернатор Вайоминга Мэтт Мид сказал: «Тайра — одна из самых уважаемых политических фигур в истории Вайоминга благодаря своим многочисленным достижениям, а также продолжительности пребывания на этом посту, безмерный характер и неизменная любовь к Вайомингу …. Весь штат Вайоминг будет скучать по ней».
На богослужении 21 июня 2013 года в Первой пресвитерианской церкви Шайенна преподобная Диана Хартман сравнила Томсона с Авигеей из книги Самуила Ветхого Завета. «Из всех знаменитых женщин Ветхого Завета Авигея может быть названа самой мудрой. И хотя их истории и обстоятельства сильно различаются, Тайра и Авигея демонстрировали очень похожие качества благочестивых женщин», — сказала Хартман.
Пит Симпсон, историк и администратор Университета Вайоминга на пенсии и кандидат в губернаторы от республиканской партии в 1986 году, в первый год, когда Томсон больше не участвовала в голосовании в Вайоминге, назвал Томсон «королевой Вайоминга». Симпсон сказал, что впервые встретил Томсон в 1954 году, когда ему было двадцать три года, и его отец, Милвард Л. Симпсон, баллотировался на пост губернатора. Далее он описал Томсон двумя словами, которые, по его словам, он тогда не мог легко определить: наглость и харизма. Линн Чейни, давняя подруга Томсон, вспоминала её великую грацию, дух, энергию и танцевальные способности: «У старости тоже есть свои грубые пятна, но я никогда не слышала, чтобы Тайра жаловалась. Даже когда она была в инвалидном кресле, а волосы были растрепаны, её макияж был идеальным».
Томсон похоронена рядом со своим мужем на Арлингтонском национальном кладбище в Арлингтоне, штат Вирджиния.